# قلعة غولكوندا
غولكواندا، والمعروفة أيضًا باسم غولكندا أو غول كوندا أو غولكنده («التل الدائري») أو غولا كوندا، (بمعنى تل الرعاة باللغة التيلغوية) عبارة عن قلعة وحصن في جنوب الهند وكانت عاصمة لسلطنة قطب شاه في القرون الوسطى (حوالي 1512-1687) على بعد 11 كم (6.8 ميل) غرب حيدرأباد.

## التاريخ
كانت غولكندا معروفة باسم منكال. تم بناء قلعة غولكوندا لأول مرة من قِبل سلالة كاكاتيا كجزء من دفاعاتها الغربية على طول قلعة كوندابالي. تم بناء المدينة والقلعة على تل من الجرانيت يبلغ ارتفاعه 120 مترًا (390 قدمًا)، وتحيط به اسوار ضخمة. أعيد بناء الحصن وتعزيزه بواسطة راني رودراما ديفي وخليفتها براتابارودرا. في وقت لاحق، أصبحت القلعة تحت سيطرة موسونري ناياكس، الذي هزم جيش التغلقية من احتلال ورنجل. تم التنازل عنها من قبل موسونري ناياكس إلى سلطنة البهمنيون كجزء من معاهدة في عام 1364.

## الألماس
اعتادت قلعة غولكوندا أن يكون لدياه قبو حيث يتم تخزين الماس كوه نور وماسة الأمل المشهورة مع الماسات الأخرى.
```
تشتهر غولوكندا بالماس الموجود في الجنوب الشرقي في منجم كولور بالقرب من مدينة كولور، ومنطقة جونتور، وباريتالا، وأتكورو في منطقة كرشنا وتم قطعها في المدينة خلال عهد سلالة كاكاتيا.
```

في ذلك الوقت، كان لدى الهند مناجم الالماس الوحيدة المشهورة في العالم. كانت غولكوندا هي المدينة التجارية لبيع الألماس، وجاءت الأحجار الكريمة المباعة هناك من عدد من المناجم.
تشتهر مدينة الحصن داخل الأسوار بتجارة الألماس. ومع ذلك، يعتقد الأوروبيون أنه تم العثور على الماس فقط في مناجم جولكوندا الأسطورية. تم الحصول على ألماس رائع من المناجم في المنطقة المحيطة بـ غولوكندا، بما في ذلك ماسة بحر النور أو "Sea of Light"، بوزن 185 قيراطًا (37.0 جم)، أكبر وأرقى الألماس في جواهر التاج في إيران.وقد اتخذ اسمها معنى عام وأصبح مرتبطًا بثروة كبيرة. يستخدم علماء الأحجار الكريمة هذا التصنيف للدلالة على الماس مع نقص كامل (أو شبه كامل) للنيتروجين؛ يشار إلى مادة «غولوكندا» أيضًا باسم "2A".يُعتقد أن العديد من الالماس المشهور قد تم استخراجه من مناجم غولكوندا، مثل:
- ماسة بحر النور
- ماسة نور العين
- ماسة كوه نور
- ماسة الأمل
- ماسة الأمير
- ماسة ريجينت
- ماسة ويتلزباخ-غراف

بحلول الثمانينيات من القرن التاسع عشر، كانت كلمة "Golkonda" تستخدم بشكل عام من قبل المتحدثين باللغة الإنجليزية للإشارة إلى أي منجم غني بشكل خاص، وبعد ذلك إلى أي مصدر للثروة الكبيرة.خلال عصر النهضة والعصور الحديثة المبكرة، اكتسب اسم «غولوكندا» هالة أسطورية وأصبح مرادفًا للثروة الهائلة. جلبت المناجم ثروات إلى قطب شاهيس بولاية حيدر أباد، الذي حكم جولكوندا حتى عام 1687، ثم إلى نظام حيدر أباد، الذي حكم بعد الاستقلال من إمبراطورية المغول في 1724 حتى 1948، عندما حدث الاندماج الهندي لحيدر أباد.

## معرض صور

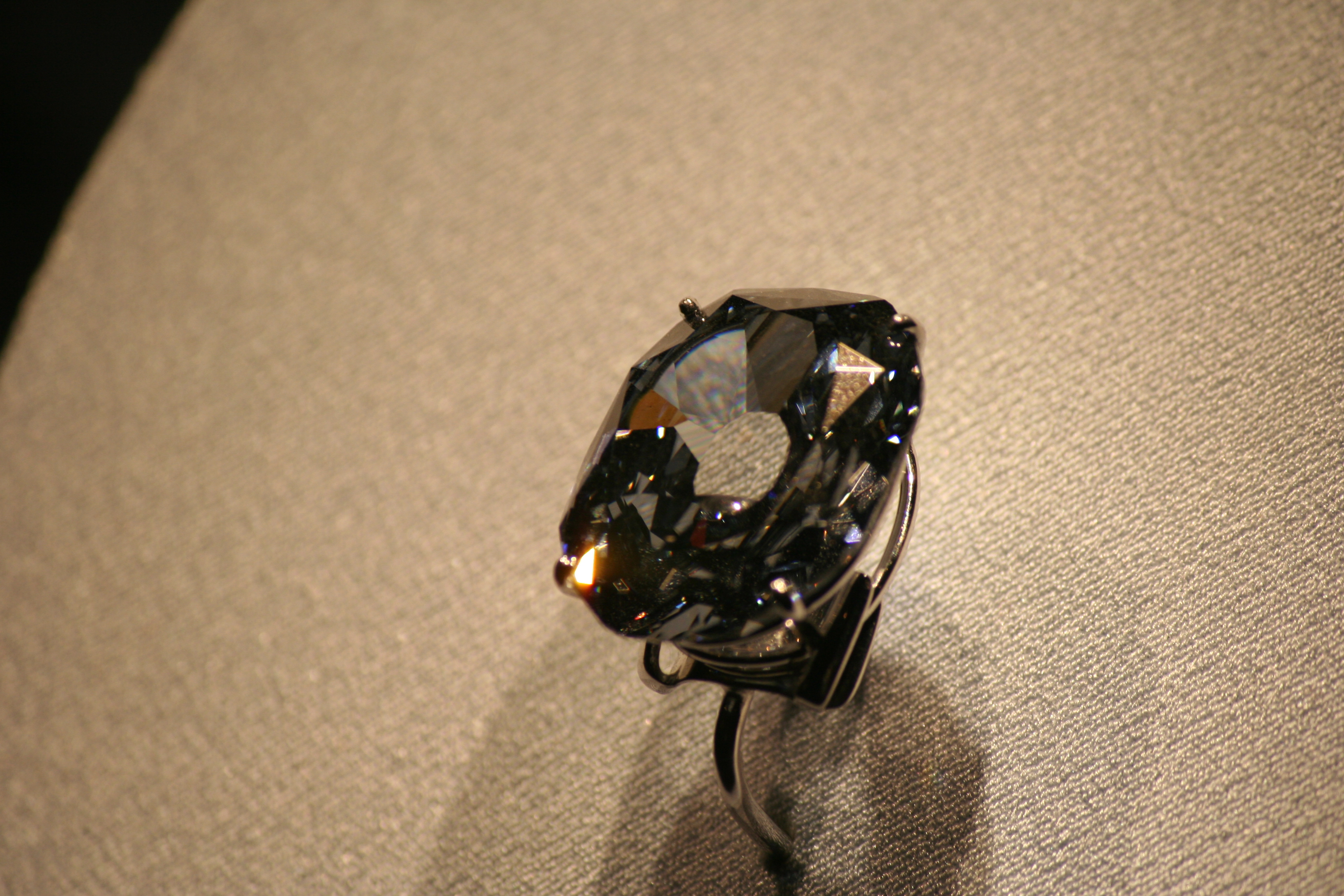
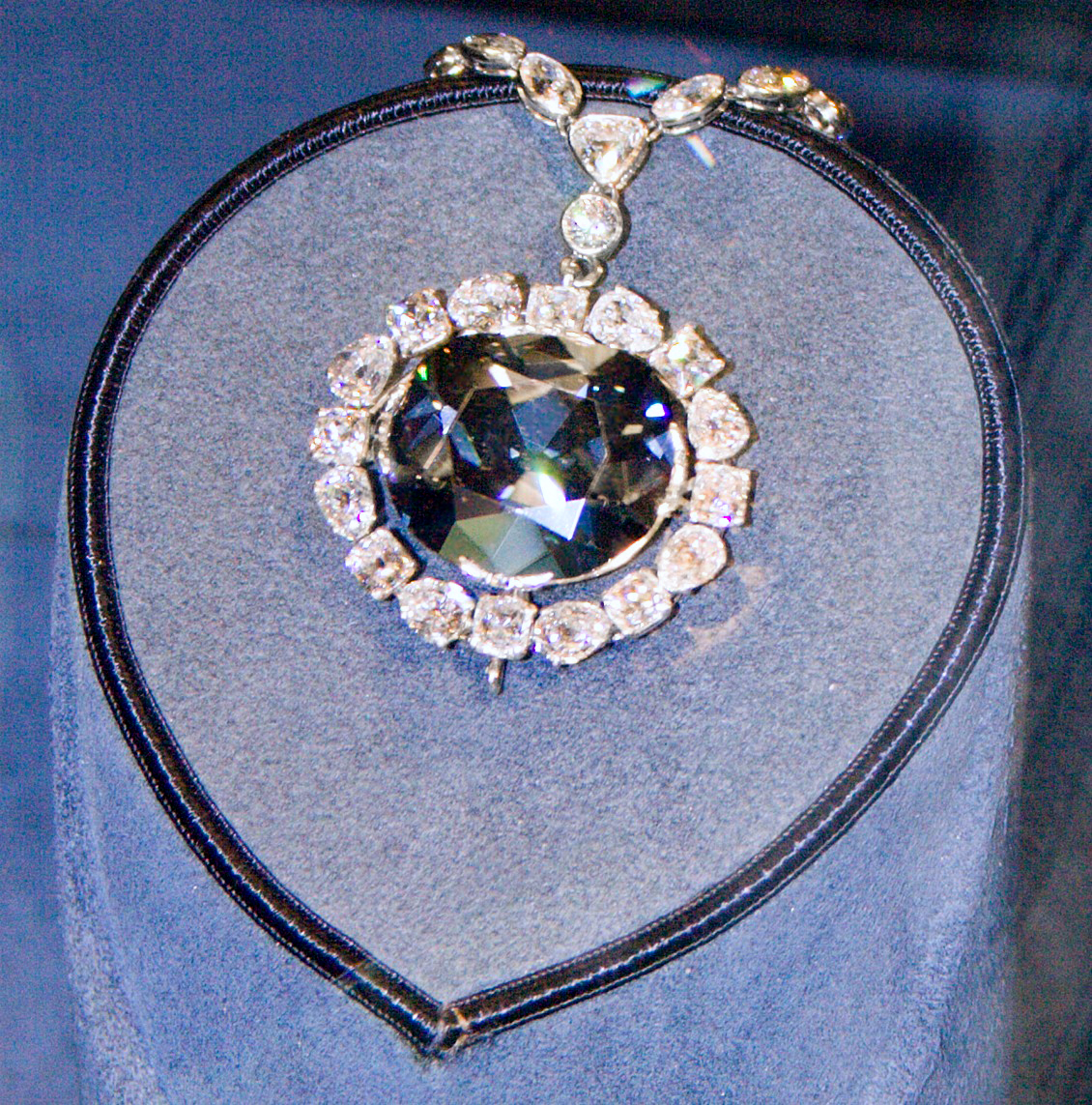
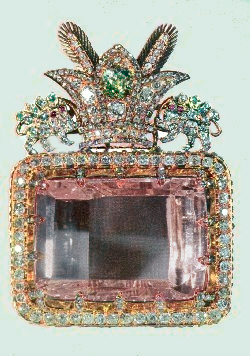